# Glacier Adams Reilly
Le glacier Adams Reilly est un glacier de France situé dans le massif du Mont-Blanc, sur la commune de Chamonix-Mont-Blanc. Il tient son nom de l'alpiniste et cartographe irlandais Anthony Adams Reilly ayant notamment réalisé des premières dans le massif du Mont-Blanc en 1864.
Le glacier naît sur la face ouest de l'aiguille du Chardonnet, à environ 3 200 mètres d'altitude, et s'écoule vers l'ouest en direction du glacier d'Argentière. Il fait partie des glaciers latéraux situés en rive droite du glacier d'Argentière avec ceux des Rouges du Dolent, du Tour-Noir, des Améthystes, du Milieu, du Chardonnet et du Trident au sud-est et du Passon au nord-ouest. De l'autre côté de l'aiguille du Chardonnet où se trouve la frontière avec la Suisse sur sa face est s'étendent les glaciers de Saleinaz à l'est et du Tour au nord.

Vue aérienne en 1909 de la partie basse du glacier d'Argentière dominée par les aiguilles d'Argentière (à droite) et du Chardonnet (au centre) avec le glacier Adams Reilly sur sa face ouest.